# Jan-Axel Alavaara
Jan-Axel „Janne“ Alavaara (* 14. März 1975 in Kiruna) ist ein ehemaliger schwedischer Eishockeyspieler, -trainer und -funktionär sowie derzeitiger -scout. Von 2018 bis 2023 war er Sportmanager bei den Adler Mannheim.

## Karriere
Alavaara begann seine Karriere in seiner Heimatstadt bei Kiruna IF. Dort stand der Defensivspieler fünf Jahre unter Vertrag und wechselte zur Saison 1995/96 in die höchste schwedische Spielklasse, die Elitserien, zu MODO Hockey. Nachdem der Linksschütze während seiner ersten Spielzeit in Örnsköldsvik oftmals in der Juniorenmannschaft zum Einsatz gekommen war, gehörte er im darauffolgenden Jahr dem Stammkader der Schweden an. Seine persönlich erfolgreichste Saison war das Spieljahr 1999/00, als Alavaara in insgesamt 56 absolvierten Ligaspielen 16 Scorerpunkte erzielen konnte.
Im Sommer 2001 entschied sich der mittlerweile 26-Jährige für einen Wechsel zum Ligakonkurrenten Frölunda HC, mit denen er in den Jahren 2003 und 2005 die schwedische Meisterschaft gewann. Der Schwede gehörte in den sechs Jahren, in denen er für den Frölunda HC aufs Eis ging, zu den Leistungsträgern innerhalb des Teams. Zum Ende der Saison 2006/07 entschied sich Alavaara gegen eine Vertragsverlängerung und wechselte stattdessen ins europäische Ausland. Letztendlich konnte ihn das Management der Kloten Flyers von einem Engagement in der Schweizer Nationalliga A überzeugen.
Nach nur einer Spielzeit verließ Alavaara den Verein wieder, um anschließend in der Spielzeit 2008/09 für die Grizzly Adams Wolfsburg aus der Deutschen Eishockey Liga die Schlittschuhe zu schnüren. Anfang Februar 2009 verlängerte der Verteidiger seinen auslaufenden Vertrag in Wolfsburg um weitere zwei Jahre und stand bis zum Vertragsende 2011 im Kader der Niedersachsen, mit denen er in seiner letzten Spielzeit Vizemeister wurde.
Zur Saison 2011/12 kehrte er in seine schwedische Heimat zurück, wo er vom Skellefteå AIK aus der Elitserien verpflichtet wurde. Im Januar 2012 wurde sein Vertrag mit dem AIK aufgelöst und Alavaara wechselte nach Österreich zum EHC Linz. Dort bestritt er noch 26 Spiele und wurde mit den Black Wings österreichischer Meister. Anfang April 2012 wurde bekannt, dass er seine aktive Karriere beenden würde und in sein Heimatland zurückkehre, um bei dem Elitserien-Klub MODO Hockey als Co-Trainer in der U20-Superelit zu wirken. Ab der Saison 2013/14 war der Schwede für zweieinhalb Jahre als Co-Trainer bei der Profimannschaft von MODO in der Svenska Hockeyligan beschäftigt, ehe der gesamte Trainerstab im November 2015 aufgrund anhaltender Erfolglosigkeit entlassen wurde. Danach war er Scout für die Buffalo Sabres.
Ab dem 1. Juli 2018 war Alavaara Sportmanager bei den Adler Mannheim angestellt. Seine Entlassung erfolgte nach über fünfjähriger Amtszeit im November 2023. Seit Januar 2024 ist der Schwede wieder als Scout tätig und ist bei den Seattle Kraken aus der NHL angestellt.

## Erfolge und Auszeichnungen
- 2003 Schwedischer Meister mit dem Frölunda HC
- 2005 Schwedischer Meister mit dem Frölunda HC
- 2011 Deutscher Vizemeister mit den Grizzly Adams Wolfsburg
- 2012 Österreichischer Meister mit dem EHC Linz

## Karrierestatistik
(Legende zur Spielerstatistik: Sp oder GP = absolvierte Spiele; T oder G = erzielte Tore; V oder A = erzielte Assists; Pkt oder Pts = erzielte Scorerpunkte; SM oder PIM = erhaltene Strafminuten; +/− = Plus/Minus-Bilanz; PP = erzielte Überzahltore; SH = erzielte Unterzahltore; GW = erzielte Siegtore; 1 Play-downs/Relegation; Kursiv: Statistik nicht vollständig)